# Madrella gloriosa
Madrella gloriosa is een slakkensoort uit de familie van de Madrellidae. De wetenschappelijke naam van de soort is voor het eerst geldig gepubliceerd in 1949 door Baba.